# Poddąbie (przystanek kolejowy)
Poddąbie – zlikwidowany przystanek kolejowy w Poddąbiu w województwie pomorskim, w Polsce. Przystanek znajdował się na rozebranej linii z Komnina do Ustki. Likwidacja nastąpiła w 1945 roku.